# Ljepilo
Ljepilo ili adheziv je kemijska tvar koja služi za lijepljenje (sljepljivanje) materijala, to jest za njihovo spajanje stvaranjem veznoga filma među slijepljenim površinama. Djelovanje ljepilâ temelji se na njihovu prianjanju uz površinu predmeta (adhezija) i njihovoj unutrašnjoj čvrstoći, koja potječe od privlačnih međuatomskih ili međumolekularnih sila (kohezija). Osnova je lijepljenja kvašenje površina ljepilom te naknadno očvršćivanje slijepljenoga spoja. Kvašenje površine ovisi o napetosti površine i ravnotežnom kontaktnom kutu koji se uspostavlja između čvrste površine materijala, tekućega ljepila i zraka. Teorija lijepljenja vrlo je složena, jer pritom sudjeluje niz čimbenika koji se odnose na svojstva površina koje se lijepe (kemijska aktivnost, hidrofilnost ili hidrofobnost, čistoća, hrapavost površine, homogenost), na svojstva ljepila (površinska napetost, viskoznost, polarnost, kiselost ili bazičnost, brzina sušenja) te fizikalna i mehanička svojstva stvorenoga veznoga filma. Ljepila se u obliku viskozne tekućine nanose u tankom sloju na jednu ili na obje površine koje se sljepljuju, katkad uz povišeni pritisak. Sušenjem ljepila stvara se nakon nekog vremena adhezijska veza i postiže maksimalna čvrstoća slijepljenoga spoja, zbog hlapljenja medija u kojem se ljepilo primjenjuje (voda ili organsko otapalo) ili pak kemijskom reakcijom tvari sadržanih u ljepilu.
Očvršćivanje ljepila traje određeno vrijeme, takozvano vrijeme očvršćivanja. Ljepilo spaja dijelove nakon završetka jednog od ovih procesa:
- kad iz ljepila ishlapi ili ispari otapalo pa se ljepilo skrutne (fizikalna promjena);
- kada ljepilo prijeđe iz rastaljenog u kruto agregatno stanje (fizikalna promjena);
- kada se u ljepilu dogode kemijski procesi pa se ljepilo skrutne (kemijska i fizikalna promjena).

Lijepljenje se može izvesti na sobnim ili na povišenim temperaturama. Lijepiti se međusobno mogu dijelovi od istorodnih i raznorodnih materijala, pa tako na primjer nemetala (nekovina) i metala (kovina).

## Prednosti i nedostaci ljepila
Ljepilo služi za spajanje prianjanjem dijelova iz istih ili različitih materijala (lijepljenje). Lijepljenje se zasniva na fizikalnom principu adhezije (sile privlačenja na sučelju dva materijala) i kohezije (međumolekularne sile u samom ljepilu).
Prednosti ljepila su:
- pri lijepljenju se ne razara niti mijenja građa (struktura) materijala dijelova, a ne nastupaju znatnije deformacije njihovih oblika;
- za spoj potrebno malo prostora i nisu potrebne rupe ili visoke temperature;
- naprezanja se jednoliko rasporeduju na velikim površinama (nema koncentracije naprezanja). Dijelovi mogu biti tanji;
- spojevi su nepropusni, otporni na koroziju i ne mijenjaju svojstva materijala;
- elastičnost ljepila može nadoknaditi toplinsko istezanje, te ublažiti udarce i vibracije;
- jednostavna serijska proizvodnja;
- lijepljeni spoj omogućuje brtvljenje jer je nepropustan za tekućine i plinove;
- lijepljeni spoj djeluje elektroizolacijski;
- lijepljene konstrukcije su lakše od zakovica ili vijaka;

Nedostaci ljepila su:
- mala čvrstoća;
- neki korišteni materijali mogu biti otrovni;
- nisu postojani na višim temperaturama;
- javljaju se pojave starenja i puzanja;
- mogu biti osjetljivi na vlagu;
- mogu biti potrebni uređaji za stezanje;
- vrijeme spoja može biti dugo, a potrebna priprema skupa;
- potrebne su odgovarajuće sigurnosne mjere (na primjer kod ljepila s organskim otapalima to je zaštita od požara ili eksplozije) i zaštitna sredstva za radnike, koja sprječavaju udisanje para i trovanje, sredstva za zaštitu kože i drugo.

## Povijest
Najstariji dokazi o korištenju ljepila postoje prije otprilike 200 000 godina, gdje je kameni vrh koplja lijepljen za drvenu dršku s katranom dobivenim od brezine kore, koji je pronađen u centralnoj Italiji. Korištenje mješavina ljepila za lijepljenje kamenih drški koplja za drvo potječe od prije 70 000 godina, što je pronađeno u pećini Sibudu u Južnoj Africi, a korištena su biljna ljepila i crveni oker. Ledeni čovjek ili Oetzi iz Tirola je koristio brezinu smolu kao ljepilo za svoje oružje prije oko 5300 godina.
Za vrijeme starog Babilona, prije oko 6000 godina, korištena su ljepila od životinjskih kosti za lijepljenje keramike i korišten je asfalt za lijepljenje kamenih kipova. Prije oko 5000 godina, Sumerani koriste ljepilo dobiveno iz životinjske kože, što su kasnije preuzeli stari Egipćani, a koristili su za lijepljenje namještaja, bjelokosti i papirusa. Osim toga, koristili su i vosak za izradu ljepila. Mongoli su koristili ljepila za izradu svojih kratkih lukova. Indijanci s istoka SAD-a su koristili smjesu smrekove smole i masti za izradu ljepila, što su posebno upotrebljavali kod izrade vodonepropusnih kanua. 
U Srednjem vijeku u Europi, koristio se bjelanjak iz jajeta za izradu ukrasnih pergamenata s zlatnim listićima. Prva prava proizvodnja ljepila je započela u 18. stoljeću u Nizozemskoj. Oko 1750. Britanci izrađuju riblje ljepilo. Nakon toga za izradu ljepila se koristi sve više raznih materijala, kao što su kosti, škrob, riblja koža i riblji mjehuri, kazein (bjelančevina iz mlijeka) se koristio kao ljepilo za drvo i drugi. Od polovine 19. stoljeća u medicini se počinju koristiti flasteri (lijepljenje temeljeno na prirodnom kaučuku). 1909. su izrađena prva sintetička polimerna ljepila. Oko 1940. započinje upotreba prvih ljepila za metale u zrakoplovstvu.

## Vrste ljepila
Prema svojem podrijetlu razlikuju se ljepila na osnovi prirodnih sirovina (biljna i životinjska ljepila) te sintetska ljepila. Najvažnija su biljna ljepila škrobna, dekstrinska, ljepila od kaučukova lateksa i prirodnih smola, a životinjska ljepila su tutkala (od preradbe kostiju i kože) i kazeinska ljepila (dobivena zagrijavanjem kazeina s alkalijama).

### Sintetska ljepila
Sintetska ljepila, koja danas prevladavaju u primjeni, temelje se na uporabi različitih polimernih materijala, koji su osnovno vezivo u ljepilu. Ona se razlikuju prema sastavu, načinu stvaranja kohezijskih i adhezijskih veza i području primjene, a u usporedbi s prirodnim ljepilima odlikuju se jačom adhezijom prema većemu broju različitih materijala, prikladnijom primjenom i bržim djelovanjem te boljim uklapanjem u izgled proizvoda. Glavne su vrste sintetskih ljepila, prema načinu spajanja, reakcijska, taljiva, kontaktna, disperzijska i ljepila u otopini. 

#### Čvrsta ljepila ili reakcijska ljepila
Reakcijska ljepila lijepe na temelju kemijske reakcije; jednokomponentna ljepila stvaraju čvrsti film kemijskom promjenom jedne komponente pod djelovanjem topline, ultraljubičastoga zračenja ili čak vlage (na primjer cijanoakrilatna ljepila vrlo brza djelovanja), a dvokomponentna (na primjer epoksidne, poliuretanske, fenolne i urea smole) kemijskom reakcijom između dviju komponenata, čime nastaje veza dovoljno čvrsta i za spajanje i konstrukcijskih elemenata mnogih proizvoda.
Čvrsta ljepila imaju visoku koheziju i vrlo visoku adheziju, koja se nakon vezivanja pretvaraju u čvrstu tvar i stvaraju nerastavljiv spoj. Za gradnju strojeva i uređaja uglavnom su važna samo čvrsta ljepila. Čvrsta ljepila izrađena su od umjetnih smola na bazi fenola, mokraćevine (urea), melamina, epoksida, poliestera i drugih. Upotrebljavaju se u tekućem stanju, u obliku paste ili u čvrstom stanju (kao folije). Otvrdnjavaju u hladnom stanju, na sobnoj temperaturi (hladna ljepila) ili na 80 do 200 ºC (topla ljepila). Mnoga su ljepila ujedno hladna i topla, pa se mogu koristiti po izboru hladno ili toplo. Ovisno o vrsti ljepila, vezivanje ili otvrdnjavanje se vrši obično pomoću pritiska na mjestu spoja. Treba razlikovati jednokomponentna i dvokomponentna ljepila. Kod dvokomponentnog ljepila mora se prvoj komponenti dodati otvrđivač (druga komponenta), koji dovodi do otvrdnjavanja i određuje vrijeme otvrdnjavanja. Jednokomponentno ljepilo otvrdnjava bez dodavanja otvrdivača. Za otvrdnjavanje toplih ljepila, za razliku od hladnih ljepila, potrebno je mnogo veće novčano ulaganje za sušionike, ploče s grijačima i naprave. Ali bez obzira na troškove, topla ljepila se dosta koriste jer postižu puno veću čvrstoću lijepljenog spoja. Jedan manji dio čvrstih ljepila predstavlja u stvari otopine makromolekularnih tvari, dok većina ostalih čvrstih ljepila otvrdnjavaju jednim nepovratnim postupkom omrežavanja. To znači da se u toku reakcije stvaraju mnogočlane makromolekule i određuju njihov prostorni međusobni razmještaj.

#### Prianjajuća ljepila
Prianjajuća ljepila imaju visoku adheziju i malu koheziju, a spojeni dijelovi se mogu bez oštećenja opet razdvojiti.

#### Kontaktna ljepila
Kontaktna ljepila imaju srednje visoku koheziju i visoku adheziju, a spojeni dijelovi se uglavnom ne mogu opet razdvojiti bez oštećenja. Kontaktna ljepila (na primjer kopolimeri butadiena i stirena, akrilonitril, poliklorbutadien) prikladna su za lijepljenje tekstila i kože, pri čem se nanesu na obje površine i djelomično osuše, a zatim se površine spoje uz kratak i jak pritisak. Ljepila na osnovi kaučuka, akrilata i etilen-vinil-acetata lijepe već pri najmanjem dodiru. Obično se rabe za samoljepljive naljepnice, folije, ljepljive vrpce, flastere i slično.

#### Taljiva ljepila
Taljiva ljepila nanose se u zagrijanom, rastaljenom stanju i vežu ohlađivanjem (na primjer kopolimer etilena i vinil-acetata, polipropilen, poliamidi), a primjenjuju se u industriji namještaja, ambalaži, pakiranju te knjigoveštvu.

#### Disperzijska ljepila
Disperzijska ljepila sastoje se od vodenih disperzija, na primjer akrilata ili poliuretana, i prikladna su za lijepljenje mnogih materijala (papir, drvo, tekstil i drugo).

#### Ljepila u otopini
Ljepila u otopini sastoje se na primjer od otopina polikloroprena, poliuretana ili poli(vinil-acetata) u organskim otapalima kao što su esteri, ketoni i ugljikovodici (takozvana univerzalna ljepila za različite materijale). Mehanizam lijepljenja uključuje svojstveno adhezijsko vezivanje materijala koji se lijepi i kohezijsko očvršćivanje uz isparavanje otapala.

### Podjela prema biti promjena u ljepilu
Prema biti promjena u ljepilu mogu biti povratna i nepovratna ljepila.

#### Povratna ljepila
Povratna ljepila su ona koja se stvrdnu nakon hlapljenja ili isparivanja otapala iz ljepljive otopine ili hlađenja rastaljenoga ljepila, to jest nakon fizikalne promjene (ona se vraćaju u stanje ljepljive otopine kad im se doda otapalo ili, u drugom slučaju, kada se zagrijavaju).

#### Nepovratna ljepila
Nepovratna ljepila su ona kod kojih pri stvrdnjavanju dolazi do kemijskih reakcija kojima nastaje nova tvar koja se ni otapalom ni zagrijavanjem ne vraća u stanje ljepljive otopine.

### Podjela prema udjelu sila kohezije i adhezije
Prema udjelu sila kohezije i adhezije ljepila mogu biti prionjiva, kontaktna i čvrsta.

#### Prionjiva ljepila
Prionjiva ljepila imaju veliku adheziju i malu koheziju pa se spojeni dijelovi mogu rastaviti bez oštećenja jer se sloj ljepila može strgnuti u obliku folije.

#### Kontaktna ljepila
Kontaktna ljepila ili dodirna ljepila imaju veliku adheziju i srednju koheziju pa se pri pokušaju rastavljanja zajedno sa slojem ljepila otrgne i dio površinskoga sloja spojenih dijelova.

### Podjela prema načinu pripreme ljepila
Prema načinu pripreme ljepila mogu biti jednokomponentna i dvokomponentna.

#### Jednokomponentna ljepila
Jednokomponentna ljepila mogu biti:
- pripremljena u obliku paste u odgovarajućem pakiranju (ambalaži) koja onemogućuju hlapljenje otapala kada je propisno zatvoreno;
- u obliku naljepnica (samoljepivih etiketa) ili namotane ljepljive vrpce, gdje je na papirnu, tkanu ili polimernu vrpcu nanesen sloj ljepila;
- u obliku suhe tvari (zrnca, perlice, granule i slično) koju treba zagrijati na određenu temperaturu da bismo dobili ljepljivu masu.

#### Dvokomponentna ljepila
Dvokomponentna ljepila su ona kod kojih su pojedine sastavnice (komponente) odvojeno pakirane (osnovne su sastavnice vezivo i otvrđivač, a uz njih mogu sadržavati i druge sastojke, na primjer ugušćivač, punilo, ubrzivač i metalni prašak). Sastavnice se neposredno prije lijepljenja izmiješaju u zadanom omjeru, a pripremljeno je ljepilo upotrebljivo samo u zadanome vremenu. 

#### Čvrsta ljepila
Čvrsta ljepila imaju veliku adheziju i koheziju zbog čega je spoj nerastavljiv. Čvrsta su ljepila proširila mogućnost primjene lijepljenja u preciznoj mehanici, optici i strojarstvu jer omogućuju sasvim pouzdane, brze i isplative spojeve dijelova od različitih metala i nemetala u mnogobrojnim kombinacijama. Ona su otporna na lužine, alkohol, benzin, vodu i tako dalje. Čvrsta se ljepila prema temperaturi lijepljenja dijele na:
- hladna ljepila (na sobnoj temperaturi se lijepe) i
- topla ljepila (lijepljenje se provodi na povišenim temperaturama, najčešće između 80 ˚C i 200 ˚C).

## Postupak lijepljenja
Od izvanrednog značenja za izdržljivost lijepljenog spoja je stanje površine koja se lijepi. Adhezione sile samo su onda djelotvorne ako je površina prianjanja čista, ohrapavljena i odmašćena. Hrapavljenje povećava površinu prianjanja stvaranjem udubljenja i uzvišenja. Površine metala ohrapavljuju se finim četkama, brušenjem finim brusnim papirom ili pjeskarenjem, a čiste se i odmašćuju trikloretilenom, perkloretilenom ili ugljičnim tetrakloridom (izložene djelovanju pare ili uronjene u paru), te acetonom i bazama ili lužinama (uronjeno). Površine obrađivane silikonskim pastama ili sredstvima ne mogu se više lijepiti!
Sloj ljepila treba biti što tanji, teoretski trebao bi biti jednak debljini molekula, jer su adhezione sile u većini slučajeva veće od kohezionih sila. Čvrstoća spoja opada stoga s porastom debljine sloja ljepila. Kod čvrstih ljepila s omrežavanjem mijenja se struktura ljepila za vrijeme otvrdnjavanja, a nastaje i skupljanje pri tome, koje se kreće od 0,5 do 10% obujma ljepila. U debljim slojevima ljepila javljaju se unutarnje napetosti, koje još i dalje snizuju čvrstoću. Čvrsta lijepljenja s omrežavanjem otporna su općenito prema vodi, otopinama, bazama, benzinu, benzolu, alkoholu i eteru.

### Čvrstoća lijepljenog spoja
Budući da su vlačna i smična čvrstoća lijepljenog spoja puno manje od onih kod kovina, potrebna je prilično velika površina lijepljenja. Najpovoljnijom duljinom ljepljenja pokazala se duljina od l = 20 do 25 s (s – debljina lima). Spojevi sastavljeni od aluminijskih dijelova daju najveću čvrstoću. Slijede po redu spojevi od čeličnih, bakrenih i mjedenih dijelova. Najviša čvrstoća postizava se slojem ljepila debljine 0,1 do 0,3 mm, a pri debljini sloja ljepila od 1 mm pada čvrstoća na oko 60%. Čvrstoća se smanjuje tokom vremena i zbog starenja ljepila, a zaustavlja se negdje na 70 do 80% početne čvrstoće. Lijepljene spojeve treba oblikovati po mogućnosti tako da su izloženi smičnom naprezanju. 
Lijepljeni spojevi naročito su osjetljivi na ljuštenje, pa se takva naprezanja moraju izbjegavati. Na višim radnim temperaturama opada čvrstoća lijepljenih spojeva.

## Primjena ljepila
Primjena ljepila u posljednjih 30 godina povećala se za više od 2,5 puta i vrlo je raširena, od kućanstva do mnogobrojnih industrijskih grana (automobilska, zrakoplovna, građevinska, elektronička, papirna, tekstilna, obućarska industrija).
Lijepljenjem se mogu međusobno spajati nemetalni dijelovi (od papira, kože, tkanine, drva, stakla, kamena, keramike, porculana, gume, polimernoga materijala) i metalni dijelovi (najčešće od aluminija i njegovih slitina, bakra i njegovih slitina i čelika). Mogućnost spajanja dijelova od potpuno različitih materijala najvažnija je prednost lijepljenja. Najbolji su rezultati pri ljepljenju metalnih dijelova postignuti kod tankih dijelova, a osobito onih od aluminijskih slitina. Lijepljenje je čest postupak u optici za izradbu složenih leća kada se traži da skrutnuto ljepilo bude prozirno, bezbojno i s indeksom loma svjetlosti približno jednakim onomu koje ima staklo za leće. 

## Vanjske poveznice
- Ljepila Hrvatska tehnička enciklopedija, portal hrvatske tehničke baštine. LZMK